# Cher (departament)
Cher este un departament în centrul Franței, situat în regiunea Centre-Val de Loire. Este unul dintre departamentele originale ale Franței create în urma Revoluției din 1790. Este numit după râul omonim care traversează departamentul.

## Localități selectate

### Prefectură
- Bourges

### Sub-prefecturi
- Saint-Amand-Montrond
- Vierzon

### Alte localități
- Culan

## Diviziuni administrative
- 3 arondismente;
- 35 cantoane;
- 290 comune;